# Wahlbeobachter
Der Wahlbeobachter ist eine unabhängige Person, die eine Wahl oder Abstimmung beobachtet und sie dadurch auf ihre rechtmäßige Durchführung im demokratischen Sinne hin überprüft. So sollen Scheinwahlen verhindert werden. Die Wahlbeobachtung erstreckt sich, um wirksam zu sein, sowohl auf die Vorbereitung der Wahlen (Wählerlisten, Stimmzettel, Wahllokale usw.) als auch – unter Wahrung des Wahlgeheimnisses – auf die Wahlhandlung selbst (mögliche Behinderungen oder Beeinflussungen), auf die Stimmauszählung und Protokollierung des Wahlergebnisses. International ist es üblich, dass auch ausländische Wahlbeobachter, zum Beispiel von der OSZE, vor Ort sind und ihre Erkenntnisse ungehindert veröffentlichen können.

## Wahlbeobachtung in Deutschland
Laut einer Handreichung (Stand Januar 2025) der Bundeswahlleitung ist „Die Öffentlichkeit der Wahl ist ein wichtiges Wahlrechtsprinzip. Es dient dem Schutz der Wahlrechtsgrundsätze und soll das Vertrauen in die ordnungsgemäße Durchführung der Wahl stärken. Jede Person hat das Recht, ab dem Zeitpunkt des Zusammentritts des Wahlvorstands am Morgen des Wahltags bis zur Ermittlung und Feststellung des Wahlergebnisses im Wahlraum anwesend zu sein und die Abläufe zu beobachten. Eine Anmeldung oder Registrierung als Wahlbeobachterin oder -beobachter ist nicht erforderlich.“
Der Wahlvorstand kann Personen, die die Ordnung und Ruhe stören, aus dem Wahlraum verweisen. Regelungen existieren in den Wahlgesetzen und Wahlordnungen.
Die FDP-Fraktion im Bundestag forderte die Bundesregierung mit einem Antrag zum „Schutz der Bundestagswahl 2021 vor Desinformation und Cyberangriffen“ vom 20. April 2021 dazu auf, ihre Bemühungen zum Schutz der Bundestagswahl 2021 zu intensivieren und auf den „digitalen Raum“ auszudehnen.

## Internationale Wahlbeobachtung

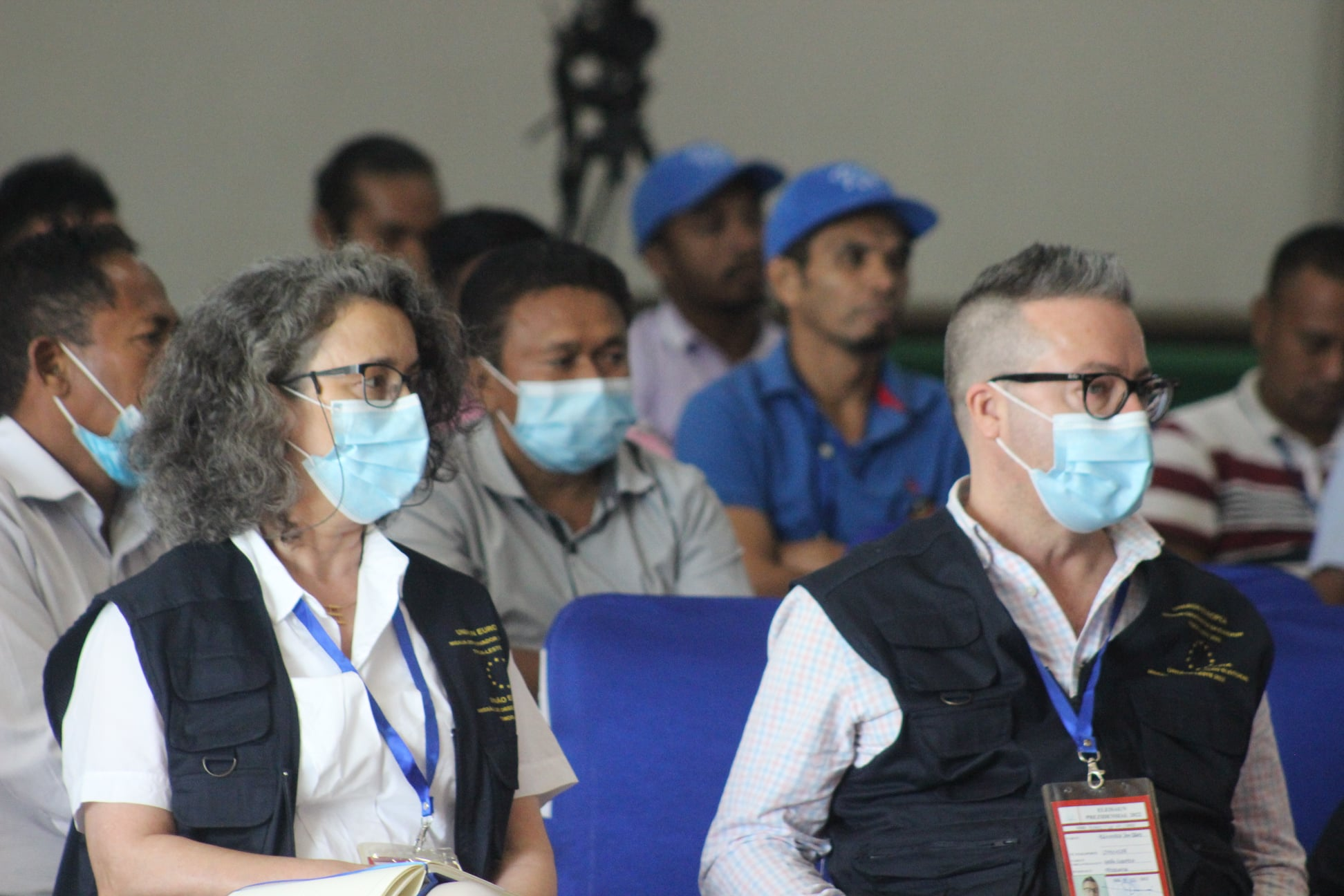
Wahlbeobachter der Europäischen Union (2022)

Internationale Wahlbeobachtung wird im Regelfall von Organisationen geleistet, die Wahlbeobachtung als eine ihrer Unteraufgaben leisten, z. B. Büro für demokratische Institutionen und Menschenrechte (ODIHR) der OSZE, Kongress der Gemeinden und Regionen des Europarates, Zentrum für Internationale Friedenseinsätze (ZIF), Carter Center und Organisation Amerikanischer Staaten.
Der Vizepräsident des Europäischen Parlaments warf schon 2017 Abgeordneten vor, sich "zu Marionetten der russischen Regierung" zu machen, indem sie selbst Pseudowahlbeobachter zum Einsatz bringen".